# Tillandsia jaliscopinicola
Tillandsia jaliscopinicola är en gräsväxtart som beskrevs av Lieselotte Hromadnik och P.Schneid. Tillandsia jaliscopinicola ingår i släktet Tillandsia och familjen Bromeliaceae. Inga underarter finns listade i Catalogue of Life.